# Timo Simonlatser
Timo Simonlatser (* 17. Mai 1986 in Rakvere, Estnische SSR, Sowjetunion) ist ein ehemaliger estnischer Skilangläufer.

## Werdegang
Simonlatser entwickelte sich schon in jungen Jahren zu einem reinen Sprintspezialisten. So konnte er sich 2004 im heimischen Haanja bei den Nordischen Jugend-Weltmeisterschaften, an denen neben Sportlern aus den Nordischen Ländern auch Esten teilnehmen, im Sprint gegen die starke Konkurrenz aus Norwegen, Schweden und Finnland durchsetzten und gewann die Goldmedaille. Ein Jahr zuvor in Sysslebäck war sein bestes Resultat der fünfte Platz über 10 Kilometer Freistil gewesen. 2005 und 2006 nahm er an den Juniorenweltmeisterschaften teil. In Rovaniemi belegte er im Sprint, der in der klassischen Technik ausgetragen wurde, den elften Platz. Über die 10 Kilometer Freistil wurde er als bester estnischer Starter Zwölfter. Im darauffolgenden Jahr verbesserte er sich in der Qualifikation des Freistil-Sprints zwar auf den achten Platz, schied aber im Viertelfinale aus. Im Endklassement belegte er beim Sieg des Petter Northug den 22. Platz. Am 8. Januar 2006 startete Simonlatser beim Weltcup im heimischen Otepää erstmals im Skilanglauf-Weltcup. Es gelang ihm jedoch nicht die Finalläufe zu erreichen.
Seit Beginn der Saison 2006/07 ist Simonlatser Mitglied der estnischen Weltcup-Mannschaft. Zum Saisonauftakt in Kuusamo verpasste er als 15. knapp den Einzug in das Halbfinale im Sprintwettbewerb und sicherte sich seine ersten Weltcuppunkte. Mit mehreren Platzierungen unter den besten Zwanzig bei Weltcup-Sprints qualifizierte er sich dann auch für die Nordischen Skiweltmeisterschaften 2007 im japanischen Sapporo. Auch dort konnte er sich für die Finalläufe qualifizieren und belegte als bester estnischer Sprinter den 24. Platz. In der Saison 2007/08 gelang Simonlatser beim Sprint in Prag während der Tour de Ski 2007/08 als Siebenter erstmals der Sprung unter die Top Ten. Da er jedoch die Tour de Ski nicht beendet, konnte er mit der für ihn besten Leistung im Weltcup keine Weltcuppunkte gewinnen. Beim Sprint in Otepää erreichte er als Zwölfter ebenfalls das Halbfinale. Dieses Resultat konnte er zu Beginn der Saison 2008/09 in Düsseldorf wiederholen. In Rybinsk verpasste er knapp das Halbfinale und belegte den 15. Platz. Mit diesen Resultaten erkämpfte er sich die Nominierung für die Nordischen Skiweltmeisterschaften 2009. Im Sprint, seinem einzigen Einsatz in Liberec, verpasste er als 39. jedoch die Qualifikation für die Finalläufe. Sein bestes Resultat in der Saison 2009/10 gelang Simonlatser in Rybinsk, wo er im Sprint den zwölften Platz und im Teamsprint mit Anti Saarepuu den siebten Platz erkämpfte. Daraufhin wurde er vom estnischen Skiverband für die Olympischen Spiele 2010 in Vancouver nominiert. Dort überstand er die Qualifikation und schied als 27. im Viertelfinale aus. Nach schlechten Resultaten zu Beginn der Saison 2010/11 startete Simonlatser im Alpencup. In St. Ulrich belegte er hinter dem russischen Trio Alexei Petuchow, Nikolai Morilow und Nikita Krjukow den vierten Platz. Daraufhin wurde er wieder für den Weltcup nominiert und startete bei der Tour de Ski 2010/2011. Beim Sprint in Oberhof überzeugte er mit Platz 13. Auch beim Sprint in Toblach gewann er Weltcuppunkte. Sein zweitbestes Karriereresultat ersprintete Simonlatser kurze Zeit später beim Weltcup in Liberec, wo er das Halbfinale erreichte und mit Platz acht seine erste Platzierung in den Top Ten bei einem Weltcup-Rennen feiern konnte. Bei den Nordischen Skiweltmeisterschaften 2011 in Oslo belegte er den 47. Platz im Sprint. In den folgenden Jahren bis zu seinem Karriereende im Jahr 2018 nahm er vorwiegend am Scandinavian-Cup teil. Letztmals im Weltcup startete er im März 2014 in Lahti, wobei er den 66. Platz im Sprint und den 74. Rang über 15 km Freistil errang.

## Teilnahmen an Weltmeisterschaften und Olympischen Winterspielen

### Olympische Spiele
- 2010 Vancouver: 27. Platz Sprint klassisch

### Nordische Skiweltmeisterschaften
- 2007 Sapporo: 24. Platz Sprint klassisch
- 2009 Liberec: 39. Platz Sprint Freistil
- 2011 Oslo: 47. Platz Sprint Freistil

## Platzierungen im Weltcup

### Weltcup-Statistik
Die Tabelle zeigt die erreichten Platzierungen im Einzelnen.
- 1.–3. Platz: Anzahl der Podiumsplatzierungen
- Top 10: Anzahl der Platzierungen unter den ersten zehn
- Punkteränge: Anzahl der Platzierungen innerhalb der Punkteränge
- Starts: Anzahl gelaufener Rennen in der jeweiligen Disziplin
- Hinweis: Bei den Distanzrennen erfolgt die Einordnung gemäß FIS.

| Platzierung         | Distanzrennen a | Distanzrennen a | Distanzrennen a | Distanzrennen a | Distanzrennen a | Skiathlon Verfolgung | Sprint | Etappen- rennen b | Gesamt | Team c | Team c  |
| Platzierung         | ≤ 5 km          | ≤ 10 km         | ≤ 15 km         | ≤ 30 km         | > 30 km         | Skiathlon Verfolgung | Sprint | Etappen- rennen b | Gesamt | Sprint | Staffel |
| ------------------- | --------------- | --------------- | --------------- | --------------- | --------------- | -------------------- | ------ | ----------------- | ------ | ------ | ------- |
| 1. Platz            |                 |                 |                 |                 |                 |                      |        |                   |        |        |         |
| 2. Platz            |                 |                 |                 |                 |                 |                      |        |                   |        |        |         |
| 3. Platz            |                 |                 |                 |                 |                 |                      |        |                   |        |        |         |
| Top 10              |                 |                 |                 |                 |                 |                      | 2      |                   | 2      | 1      |         |
| Punkteränge         |                 |                 |                 |                 |                 |                      | 17     |                   | 17     | 10     | 2       |
| Starts              | 4               | 1               | 5               |                 |                 | 7                    | 54     | 1                 | 72     | 10     | 2       |
| Stand: Karriereende |                 |                 |                 |                 |                 |                      |        |                   |        |        |         |

### Weltcup-Gesamtplatzierungen
| Saison  | Gesamt | Gesamt | Sprint | Sprint |
| Saison  | Punkte | Platz  | Punkte | Platz  |
| ------- | ------ | ------ | ------ | ------ |
| 2006/07 | 42     | 82.    | 42     | 38.    |
| 2007/08 | 28     | 95.    | 28     | 61.    |
| 2008/09 | 38     | 94.    | 38     | 50.    |
| 2009/10 | 22     | 128.   | 22     | 69.    |
| 2010/11 | 81     | 69.    | 81     | 30.    |
| 2011/12 | 44     | 92.    | 44     | 45.    |